# Carolyn Cheeks Kilpatrick
Carolyn Cheeks Kilpatrick (Detroit, 25 giugno 1945) è una politica statunitense, membro della Camera dei Rappresentanti per lo stato del Michigan dal 1997 al 2011 e madre dell'ex-sindaco di Detroit Kwame Kilpatrick.

## Biografia
Laureata all'Università del Michigan, la Kilpatrick lavorò come insegnante di scuola superiore prima di entrare alla Camera dei Rappresentanti del Michigan come membro del Partito Democratico.
Nel 1996 la Kilpatrick concorse nelle primarie democratiche per la Camera dei Rappresentanti nazionale, sfidando la deputata in carica Barbara-Rose Collins. Quest'ultima si trovava in difficoltà, essendo stata accusata di sfruttare i collaboratori e fare uso personale dei fondi raccolti durante le campagne elettorali. La Kilpatrick quindi riuscì facilmente a battere la Collins, ottenendo il 51% dei voti contro il 30% dell'avversaria. La vittoria fu poi riconfermata nelle elezioni generali.
Carolyn Kilpatrick fu rieletta altre sei volte, senza mai scendere sotto il 70% dei voti e addirittura concorrendo incontrastata nel 2004 e nel 2006.
Nel 2008 fu rieletta, anche se ebbe serie difficoltà nelle primarie, dovute principalmente ad alcuni scandali che avevano coinvolto suo figlio Kwame.
Nel 2010 la storia si ripeté, ma stavolta la Kilpatrick non riuscì a superare le primarie, venendo sconfitta da Hansen Clarke con il 47% dei voti contro il suo 41%; abbandonò pertanto il seggio dopo quattordici anni di servizio.
All'interno del Congresso la Kilpatrick era una liberale, membro del Congressional Progressive Caucus. Dal 2007 al 2009 fu anche presidente del Congressional Black Caucus.